# Отештій-де-Жос
Отештій-де-Жос (рум. Oteștii de Jos) — село у повіті Олт в Румунії. Входить до складу комуни Кунгря.
Село розташоване на відстані 138 км на захід від Бухареста, 29 км на північ від Слатіни, 60 км на північний схід від Крайови, 144 км на південний захід від Брашова.

## Населення
За даними перепису населення 2002 року у селі проживали 455 осіб, усі — румуни. Усі жителі села рідною мовою назвали румунську.